# Prumna orientalis
Prumna orientalis är en insektsart som först beskrevs av Sergey Storozhenko 1983.  Prumna orientalis ingår i släktet Prumna och familjen gräshoppor. Inga underarter finns listade i Catalogue of Life.